# Celastrina argalus
Celastrina argalus är en fjärilsart som beskrevs av Johann Andreas Benignus Bergsträsser 1779. Celastrina argalus ingår i släktet Celastrina och familjen juvelvingar. Inga underarter finns listade i Catalogue of Life.